# أمين (اسم)
أمين هو اسم عربي يعطى للذكور. يستخدم بشكل رئيسي من قبل العرب والمسلمين. ويستخدم كاسم وكلقب. وهو من أسماء النبي محمد (الصادق الأمين). ومعنى أمين هو الموثوق به، الصادق، الوفي، المخلص وحافظ الأمانة أي الذي يحفظ الشيء الذي يؤمن عليه.

## الأشخاص
الأسم الأول
- آمين (تشينغ)
- أمين الريحاني
- أمين الحافظ (سورية)
- أمين الحافظ (لبنان)
- أمين الجميل
- أمين معلوف

الأسم الأوسط

أمين الحسيني

اسم العائلة
- عيدي أمين
- حفيظ الله أمين
- سمير أمين